# Barichneumon varibalteatus
Barichneumon varibalteatus là một loài tò vò trong họ Ichneumonidae.